# Баррі (Міннесота)
Баррі (англ. Barry) — місто (англ. city) в США, в окрузі Біг-Стоун штату Міннесота. Населення — 16 осіб (2010).

## Географія
Баррі розташоване за координатами 45°33′29″ пн. ш. 96°33′37″ зх. д. / 45.55806° пн. ш. 96.56028° зх. д. (45.558185, -96.560315).  За даними Бюро перепису населення США в 2010 році місто мало площу 0,64 км², уся площа — суходіл.

## Демографія
Згідно з переписом 2010 року, у місті мешкало 16 осіб у 6 домогосподарствах у складі 6 родин. Густота населення становила 25 осіб/км².  Було 15 помешкань (23/км²).
Расовий склад населення:
| - 100,0 % — білих |

До двох чи більше рас належало 0,0 %. Частка іспаномовних становила 0,0 % від усіх жителів.
За віковим діапазоном населення розподілялося таким чином: 12,5 % — особи молодші 18 років, 68,7 % — особи у віці 18—64 років, 18,8 % — особи у віці 65 років та старші. Медіана віку мешканця становила 50,5 року. На 100 осіб жіночої статі у місті припадало 100,0 чоловіків;  на 100 жінок у віці від 18 років та старших — 100,0 чоловіків також старших 18 років.
Цивільне працевлаштоване населення становило 6 осіб. Основні галузі зайнятості: освіта, охорона здоров'я та соціальна допомога — 83,3 %, роздрібна торгівля — 16,7 %.